# Dan Bucatinsky

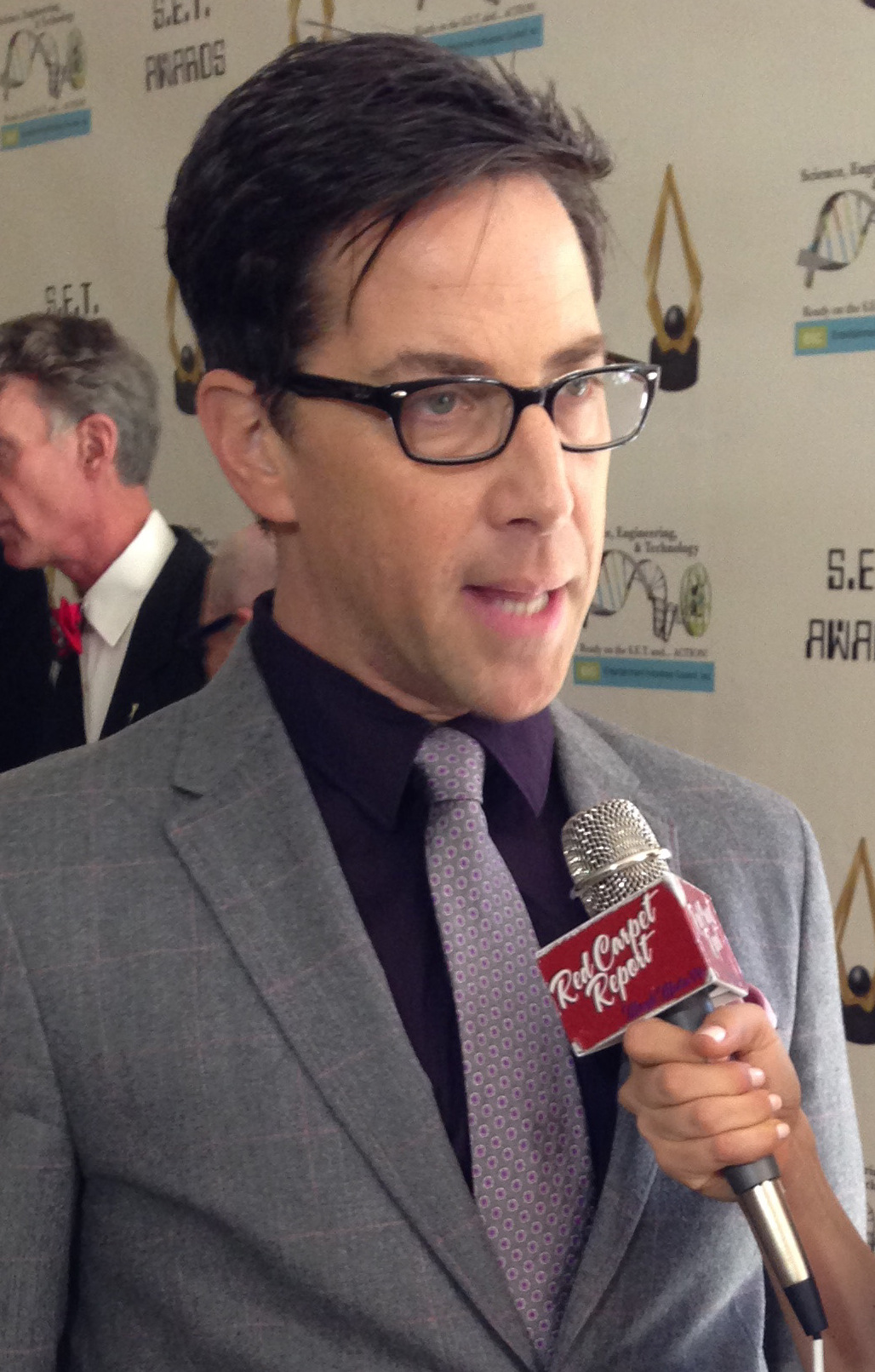
Dan Bucatinsky, 2013

Dan Bucatinsky (* 22. September 1965) ist ein US-amerikanischer Schauspieler, Drehbuchautor und Fernsehproduzent.

## Leben
Bucatinsky besuchte das Vassar College in Poughkeepsie, New York. Er trat als Schauspieler in verschiedenen US-amerikanischen Filmen und Fernsehserien auf. Seit 2008 ist er mit dem Drehbuchautor Don Roos verheiratet und sie haben zwei Kinder. Bucatinsky schrieb das Buch Does This Baby Make Me Look Straight?: Confessions of a Gay Dad.  2013 erhielt er den  Primetime Emmy Award for Outstanding Guest Actor in a Drama Series für seine Rolle als James Novak in der Fernsehserie Scandal.
Seit 1997 tritt er auch als Drehbuchautor in Erscheinung und seit dem Jahr 2001 ist er auch als Produzent vor allem für das Fernsehen tätig. U.a. war er an der Entwicklung der Serie Web Therapy beteiligt.

## Filmografie (Auswahl)
- 1994: Another Midnight Run
- 1996: Party of Five
- 1997: Night Stand (Night Stand with Dick Dietrick)
- 1997: High Incident
- 1997: Jenny
- 1998: The Opposite of Sex
- 1996, 1998: Cybill
- 1998: Significant Others
- 1998: Maggie
- 1998: Chicago Hope – Endstation Hoffnung (Chicago Hope)
- 1999: The Sky Is Falling
- 2000: Will & Grace
- 2000: M.Y.O.B.
- 2001: All Over the Guy
- 2001: Rocket Power
- 2002: Frasier Jewelry
- 2002: That '80s Show
- 2002: New York Cops – NYPD Blue (NYPD Blue)
- 2002: MDs
- 2002: Friends (Fernsehserie)
- 2003: I Love Your Work
- 2003: Under the Tuscan Sun
- 2005: When Do We Eat?
- 2005, 2014: The Comeback
- 2006: Weeds
- 2007: Lass es, Larry! (Curb Your Enthusiasm)
- 2008: Dirt
- 2011–2015: Web Therapy
- 2012–2015: Scandal (Fernsehserie)
- 2014–2015: Marry Me (Fernsehserie)
- 2015: The Hotwives of Las Vegas
- 2016: Superstore (Fernsehserie)
- 2016: Gilmore Girls: Ein neues Jahr (Gilmore Girls: A Year in the Life)
- 2016: 24: Legacy (Fernsehserie)
- 2018: Manhattan Queen (Second Act)
- 2022: How I Met Your Father (Fernsehserie)
- 2023: Air: Der große Wurf (Air)
- 2024: Our Little Secret

## Auszeichnungen und Preise (Auswahl)
- 2013: Primetime Emmy Award for Outstanding Guest Actor in a Drama Series für Rolle in Scandal